# Paris
 For alternative betydninger, se Paris (flertydig). (Se også artikler, som begynder med Paris)
Paris er Frankrigs hovedstad og ligger ved Seinen i det nordlige Frankrig, i hjertet af regionen Île-de-France. Paris har en anslået befolkning på 2.2 mio. (2016) inden for sine administrative grænser.Det ubrudt bebyggede byområde i Paris strækker sig langt ud over byens administrative grænser og huser 10.413.386 (2009) Et yderligere udvidet metropolområde centreret omkring byen, Paris' aire urbaine, er med en befolkning på ca. 12,1 millioner et af de største byområder i Europa efter befolkning.
Som en vigtig by gennem mere end to årtusinder er Paris i dag et af verdens førende forretnings- og kulturcentre, og byens indflydelse på politik, uddannelse, underholdning, massemedier, mode, videnskab og kunst bidrager til dens status som en af verdens større byer med New York og London globale byer.
Paris-regionen (Île-de-France) er Frankrigs største centrum for økonomisk aktivitet. Med en omsætning på 500,8 milliarder euro producerede regionen mere end en fjerdedel af Frankrigs BNP i 2006. Med La Défense, det største planlagte forretningsdistrikt i Europa, er byen hjemsted for næsten halvdelen af alle de største franske firmaers hovedkvarterer såvel som for hovedkvartererne for femten af verdens 100 største firmaer. Paris er også hjemby for mange internationale organisationer som UNESCO, OECD og Det Internationale Handelskammer (ICC).
Med over 30 millioner udenlandske besøgende hvert år er Paris den mest populære turistdestination i verden. Byen har adskillige vartegn og turistattraktioner såsom Eiffeltårnet, Notre Dame, Champs-Elysées, Triumfbuen, Sacré Coeur-basilikaen, Invalides, Panthéon, Grande Arche og Opéra Garnier, verdenskendte institutioner som Louvre, Musée d'Orsay og Musée National d'Art Moderne og populære parker som Disneyland Resort Paris.

## Etymologi
Navnet Paris er afledt af navnet på den galliske stamme, Parisii, som beboede området før romertiden. Under den romerske periode fra det 1. til det 6. århundrede hed byen Lutetia, men det nuværende navn erstattede løbende dette mod periodens slutning efter at være indført af Julian den Frafaldne (361-363).
Paris har mange tilnavne, hvoraf det kendteste nok er Lysets by (fransk: La Ville-lumière) – et tilnavn givet dels grundet byens berømmelse som et center for uddannelse og ideer, dels grundet den tidlige indførelse af gadebelysning. Paris er fra begyndelsen af det 20. århundrede også kendt med parisisk slang som Paname (fransk: Moi j'suis d'Paname, som betyder "jeg er fra Paname"). Dette slangudtryk har vundet frem blandt den unge generation i de senere år.
Indbyggerne i Paris hedder parisiens (mænd) / parisiennes (kvinder) på fransk, men kaldes ofte lidt nedsættende for Parigots af de, som bor udenfor Parisområdet. Den betegnelse betragtes dog ofte positivt (som udtryk for at være vellidt) af pariserne selv.

## Historie

### Tidligste tid
De første arkæologiske tegn på permanent bosættelse i Parisområdet er dateret til omkring år 4200 f. Kr. Parisii, en understamme af den keltiske stamme Senones, som var skibsfarende og handelsmænd, bosatte sig i området omkring Seinen fra omkring år 250 f.Kr.
Ved romerrigets ekspansion mod vest blev Paris-lavlandet indtaget i år 52 før Kristus, og en permanent romersk bosættelse begyndte mod slutningen af samme århundrede på Seinens venstre bred, dvs. på bakken Montagne Sainte-Geneviève og øen Île de la Cité. Byen kaldtes nu først Lutetia, men navnet blev senere under gallisk påvirkning til Lutèce. Den gallo-romanske by ekspanderede meget i de følgende århundreder og blev en blomstrende by med paladser, et forum, bade, templer, teatre og et amfiteater.
Det romerske imperiums sammenbrud og germanske invasioner i det 3. århundrede betød en stadig tilbagegang for byen. Omkring år 400 var Lutèce, der i det store og hele var opgivet af sine indbyggere, ikke meget andet end en fæstningsby indesluttet på sin hastigt befæstede centrale ø. Byen fik sit oprindelige navn "Paris" tilbage mod slutningen af den romerske besættelse.

### Middelalderen
Omkring år 500 var Paris hovedstad for den frankiske konge Klodevig 1., der opførte den første katedral og byens første kloster, som var dedikeret til hans samtidige, byens senere skytshelgen, Sankt Geneviève. Ved Klodevigs død blev det frankiske rige delt, og Paris blev hovedstad i en meget mindre, selvstændig stat. Under karolinger-dynastiet i det 9. århundrede var Paris ikke meget mere end et fyrsteligt støttepunkt. Greverne af Paris fik imidlertid stadig mere indflydelse og endte med at udøve mere magt end kongerne af Vestfranken (Francia occidentalis). Grev Odo af Paris valgtes til konge i stedet for Karl den Tykke på grund af det ry, han vandt sig ved forsvaret af Paris under vikingernes belejring af Paris (885-886). Skønt Île de la Cité havde overlevet vikingernes angreb, var de ubeskyttede bydele på venstre Seinebred ødelagte. I stedet for at genopbygge disse, tørlagde man sumpområderne nord for øen og begyndte at udvide Paris på den højre Seinebred. I 987 valgtes Hugo Capet, greve af Paris, til konge af Frankrig. Han grundlagde capetinger-dynastiet, som udviklede Paris til at blive Frankrigs hovedstad.
Fra 1190 omsluttede kong Filip August hele Paris på begge Seinebredder med en bymur, hvori Louvre indgik som den vestlige fæstning, og i 1200 autoriserede han universitetet i Paris, som tiltrak besøgende fra hele Europa. Det var i denne periode, byen fik den fordeling af aktiviteter, som stadig kan ses: Den centrale ø husede regerings- og kirkeinstitutioner, venstre Seinebred blev et uddannelsescenter med universitet og læreanstalter, mens højre Seinebred udvikledes som centrum for handel og håndværk, grupperet omkring den centrale markedsplads Les Halles.
Paris mistede sin position som hovedsæde i det franske rige, mens den var besat af burgunderne, som var allieret med englænderne under hundredårskrigen, men genvandt titlen, da Karl 7. den sejrrige generobrede byen i 1437. Skønt Paris igen var hovedstad, foretrak kronen at blive på sine slotte i Loiredalen. Under de franske religionskrige var Paris et stærkt støttepunkt for det katolske parti kulminerende i massakren under Bartholomæusnatten (1572). Kong Henrik 4. genetablerede det kongelige hof i Paris i 1594 efter at have erobret byen fra det katolske parti. Under Fronden, den franske borgerkrig, rejste pariserne sig i oprør, og den kongelige familie flygtede fra byen (1648). Kong Ludvig 14. (solkongen) flyttede derpå hoffet permanent til Versailles i 1682. Et århundrede senere var Paris den centrale skueplads for den franske revolution med stormen på Bastillen i 1789 og omstyrtelsen af monarkiet i 1792.

### Nittende århundrede
Den industrielle revolution, andet franske kejserrige og perioden Belle Époque medførte den største udvikling i byens historie. Fra 1840'erne bragte jernbanetransporten en hidtil uset mængde tilflyttere til Paris tiltrukket af beskæftigelsesmulighederne i de nye industriområder i forstæderne. Byen gennemgik en massiv renovering under Napoleon 3. og hans præfekt Haussmann, som nedrev hele distrikter med snævre, middelalderlige gader for at skabe det net af brede avenuer og de neoklassiske facader, som kendetegner det moderne Paris. Det havde samtidig den ønskede bivirkning, at der nu kunne bruges artilleri og rifler til kontrol med befolkningen i tilfælde af fremtidige opstande eller revolutioner.
Koleraepidemier i 1832 og 1849 påvirkede befolkningstallet. Alene under epidemien i 1832 døde 20.000 af byens daværende befolkning på 650.000. Paris led også store tab under belejringen, som afsluttede den Fransk-tyske krig (1870-1871), og under den efterfølgende borgerkrig med Pariserkommunen (1871) dræbtes tusinder samtidig med, at mange af Paris' administrative centre (og byens arkiver) gik op i flammer.
Paris kom sig hurtigt efter disse begivenheder og kunne være værtsby for de berømte verdensudstillinger i slutningen af det nittende århundrede. Eiffeltårnet opførtes i anledning af Verdensudstillingen i Paris 1889, der fejrede hundredåret for den franske revolution og var ment som en "midlertidig" fremvisning af arkitektonisk ingeniørkunst, men det forblev verdens højeste bygning indtil 1930 og er stadig byens bedst kendte vartegn. Den første metrolinje åbnede i forbindelse med Verdensudstillingen i Paris 1900 og var en attraktion i sig selv for besøgende fra hele verden. Årene med verdensudstillinger i Paris befæstede byens position i turistindustrien og som et attraktivt sted at afholde internationale teknologi- og handelsmesser.

### Tyvende århundrede
Under 1. verdenskrig var Paris i krigsindsatsens første række efter at have undgået en tysk erobring ved den franske og britiske sejr i det første slag ved Marne i 1914. I 1918-1919 var den stedet for de allieredes sejrsparader og for fredsforhandlingerne. I mellemkrigstiden var Paris berømt for sine kultur- og kunstnersamfund og sit natteliv. Byen blev samlingssted for kunstnere fra hele verden, fra den landsforviste russiske komponist Stravinsky og de spanske malere Picasso og Dalí til den amerikanske forfatter Hemingway. I juni 1940, fem uger efter Tysklands angreb på Frankrig, blev Paris besat af tyske besættelsestropper, som forblev der indtil byen blev befriet i august 1944, som byen afventede efter invasionen i Normandiet. Det centrale Paris var praktisk taget uskadt efter 2. verdenskrig, eftersom der ikke var nogen strategiske mål for bomber (Paris' jernbanestationer er rebroussementsstationer, og de store fabrikker var placeret i forstæderne) og også på grund af dens kulturelle betydning – for eksempel undlod den tyske General von Choltitz at adlyde Adolf Hitlers desperate ordre om, at alle parisiske monumenter skulle ødelægges inden en tysk tilbagetrækning.
I efterkrigstiden oplevede Paris den største udvikling siden afslutningen af Belle Époque-tiden i 1914. Forstæderne begyndte at vokse betragteligt med opførelsen af store boligblokke, kendt som cités, og opførelsen af forretningskvarteret La Défense blev påbegyndt. Et omfattende netværk af ekspresjernbaner, kaldet RER, blev anlagt for at komplettere métroens dækning og betjene de fjernere forstæder, mens et netværk af motorveje blev anlagt i forstæderne og forbundet til Périphérique-motorvejen, som omkranser hele byen.
Fra 1970'erne har mange af Paris' indre forstæder (især de østlige) oplevet afindustrialisering, og de engang så blomstrende cités er gradvis blevet ghettoer for immigranter og arbejdsløse. Samtidig har byen Paris (inden for Périphérique-ringen) og dens vestlige og sydlige forstæder med held skiftet det økonomiske fokus fra traditionel fabrikation til mere værdiskabende serviceerhverv og højteknologisk fremstillingsvirksomhed, hvilket har skabt stor velstand for beboerne, hvis per capita-indkomst er blandt de højeste i Europa. Den deraf følgende sociale afstand mellem disse to områder har ført til periodisk uro siden midten af 1980'erne, som f.eks. 2005-opstandene, der hovedsagelig var koncentreret i de nordøstlige forstæder.

### Enogtyvende århundrede
Der er for tiden igangsat adskillige planer for at modvirke sociale spændinger i de indre forstæder og for at fremme storbyens økonomi. I sammenhæng hermed udvidedes den franske regering i marts 2008 med en juniorminister for udvikling af hovedstadsregionen. Ministeren, Christian Blanc, har ansvaret for at gennemføre præsident Nicolas Sarkozys planer om at skabe et samlet styre for Grand Paris ("Stor-Paris"), om at udvide jernbanenettet til at klare den stigende befolkningsvækst i Paris og dens forstæder samt om forskellige økonomiske udviklingsprojekter, herunder skabelse af et centralt område i verdensklasse inden for teknologi og videnskab med tilhørende universitet, beliggende på Saclay-plateauet i de sydlige forstæder.
Samtidig hermed lancerede præsident Sarkozy i 2008 en international byplanlægnings- og arkitektkonkurrence om den fremtidige udvikling af storbyområdet Paris. Ti forskellige grupper sammensat af arkitekter, byplanlæggere, geografer og landskabsarkitekter vil fremkomme med deres vision for en Paris metropol i post-Kyoto-æraen og udforme en fremtidsplan for Paris og dens forstæder, som fastlægger udviklingen for de næste fyrre år. Målet er ikke kun at nå frem til en miljømæssig balanceret metropol, men også at få de indre forstæder integreret med den centrale bykerne ved byplanprojekter i stor skala og ved bemærkelsesværdige arkitektoniske projekter.
I mellemtiden er der siden 2006 tilladt opførelse af adskillige superhøje (over 300 meter) skyskrabere i forretningsområdet La Défense i byens vestlige del. De er et forsøg på at fremme indtrykket af Paris som et økonomisk centrum og er planlagt færdige i begyndelsen af næste årti. Paris' bystyre har desuden meddelt, at man planlægger at tillade opførelse af skyskrabere i selve bykernen ved at slække på grænserne for byggehøjde for første gang siden opførelsen af Tour Montparnasse i begyndelsen af 1970'erne.

## Geografi
Paris ligger i en nordlig bugtning af Seinen og omfatter de to øer Île Saint-Louis og den større Île de la Cité, som udgør byens ældste del og strækker sig over et stort område langs Seinens breder. Byen er relativ flad, med det laveste punkt 35 meter over havets overflade. Der er flere prominente højdedrag, hvoraf det højeste er Montmartre på 130 meter.
Når de omkringliggende parker Bois de Boulogne og Bois de Vincennes ikke medtages, dækker Paris et ovalt område på 86,928 km². Byens sidste større inddragelse af omkringliggende arealer i 1860 gav den ikke kun sin nuværende form, men dannede også de tyve arrondissementer (bykommuner), som danner en spiralformet konkylie. Fra i 1960 at have dækket et areal på 78 km² udvidedes byens grænser kun i mindre omfang til 86,9 km² i 1920'erne. De trædækkede parker Bois de Boulogne og Bois de Vincennes blev officielt medinddraget i byen i 1929, hvorved dens areal øgedes til det nuværende tal på 105,397 km².
Paris' egentlige demografiske størrelse, dens "unité urbaine", strækker sig et godt stykke ud over bygrænserne og danner en uregelmæssig oval med bymæssige "arme" langs floderne Seinen og Marne mod sydøst og øst og langs Seinen og Oise nordvest og nord for byen. Udenfor de store forstæder falder befolkningstætheden brat, idet der er skove og landbrugsområder med et netværk af næsten ligeligt fordelte satellitbyer (éparpillements). Dette pendlerbælte couronne périurbaine udgør sammen med den egentlige by storbyområdet Paris (aire urbaine), en metropol som dækker i alt 2.723 km² eller omkring 25 gange så meget som den egentlige by.

### Klima
Paris har et tempereret kystklima, der er påvirket af den nordatlantiske havstrøm, og oplever derfor sjældent ekstremt høje eller lave temperaturer. Det gennemsnitlige maksimum på årsbasis er omkring 15 °C, og det tilsvarende årsbaserede minimum ligger omkring 7 °C. Den højeste temperatur i byen nogensinde måltes den 28. juli 1947 og var 40,4 °C, mens den laveste har været −23,9 °C, der forekom den 10. december 1879. Parisområdet har oplevet temperaturer, som nærmede sig begge ekstremer under den europæiske hedebølge i 2003 og under den europæiske kuldebølge i 2006.
Regnvejr kan forekomme på alle tider af året, og Paris er kendt for sine pludselige byger. Byen får gennemsnitligt en årlig nedbørsmængde på 641,6 mm.Snevejr forekommer sjældent og i så fald sædvanligvis i de koldeste måneder januar eller februar (omend det er sket så sent som i april), og sneen når næsten aldrig at danne et snedække, som bliver liggende mere end en dag.

| Måned                                                          | Jan | Feb | Mar | Apr | Maj | Jun | Jul | Aug | Sep | Okt | Nov | Dec | År |
| -------------------------------------------------------------- | --- | --- | --- | --- | --- | --- | --- | --- | --- | --- | --- | --- | -- |
| Gennemsnitligt maksimum/°C                                     | 7   | 9   | 13  | 16  | 20  | 23  | 24  | 25  | 21  | 15  | 9   | 8   | 15 |
| Gennemsnitligt minimum/°C                                      | 4   | 4   | 6   | 9   | 12  | 15  | 16  | 16  | 12  | 8   | 4   | 4   | 7  |
| Kilde: MSN Weather Arkiveret 24. juni 2008 hos Wayback Machine |     |     |     |     |     |     |     |     |     |     |     |     |    |

## Byens form

### Arkitektur
Udformningen af det "moderne" Paris er resultatet af en omfattende byomlægning i midten af det 19. århundrede. I mange hundrede år havde byen været en labyrint af snævre gader og huse, delvis opført i træ, men begyndende i 1852 jævnede Baron Haussmanns omfattende byomlægning hele kvarterer med jorden for at give plads til brede avenuer med neo-klassiske stenbygninger af borgerlig karakter på begge sider. Størstedelen af dette 'nye' Paris er stadig det Paris som ses i dag. Disse byplaner fra andet kejserdømme er stadig aktuelle, idet bystyret i Paris følger den dengang indførte lov om "alignement", der fastlagde krav til nybyggeriers placering ud fra en fastsat gadebredde. Bygningers tilladte højde blev ligeledes fastlagt i forhold til bredden af den gade, de ligger ved, og disse regler er kun i ringe omfang fraveget siden midten af det 19. århundrede, hvorfor Paris i hovedsagen er en "lav" by.
De uændrede bygrænser for Paris, de strenge bygningsrestriktioner og manglen på landområder til byudvikling har tilsammen medvirket til at skabe et fænomen, som kaldes muséification (eller "museumificering"). Det er et udtryk for, at de eksisterende love bidrager til at bevare Paris' historiske fortid, men gør det vanskeligt at opføre de større bygninger og offentlige værker og institutioner, som er nødvendige for en voksende befolkning. Mange institutioner og dele af Paris' økonomiske infrastruktur er derfor placeret i forstæderne eller planlægges flyttet dertil. Det finansielle forretningsdistrikt (La Défense), det vigtige engrosmarked for fødevarer (Rungis), vigtige og berømte læreanstalter (École Polytechnique, HEC, ESSEC, INSEAD etc.), verdensberømte videnskabelige laboratorier (i Saclay eller Évry), det største sportsstadium (Stade de France) og nogle ministerier (f.eks. transportministeriet) er placeret uden for Paris. De franske nationalarkiver skal flytte til de nordlige forstæder før 2010.

### Kvarterer og historiske centre
Blandt de vigtigste og mest kendte af de mange bykvarterer og centrale områder i Paris kan følgende nævnes:

#### I byen Paris
- Place de la Bastille (4., 11. og 12. arrondissement, højre Seinebred) er et af de mest historiske kvarterer, der var skuepladsen for en vigtig begivenhed ikke blot for Paris, men for hele Frankrig. Pladsens historiske ry betyder, at den ofte benyttes til politiske demonstrationer, herunder de massive anti-CPE demonstrationer 28. marts 2006.
- Champs-Élysées (8. arrondissement, højre Seinebred) er en oprindelig havepromenade fra det syttende århundrede, som er ændret til en stor avenue, der forbinder Concorde-pladsen og Étoile-pladsen (med Triumfbuen). Den er en af de mange turistattraktioner og er en vigtig indkøbsgade i Paris. Avenuen er blevet kaldt "la plus belle avenue du monde" ("verdens smukkeste avenue").
- Place de la Concorde (8. arrondissement, højre Seinebred) ligger for enden af Champs-Élysées og er oprindelig skabt som "Place Louis XV", hvor den berygtede guillotine var placeret. Den egyptiske obelisk på pladsen er det "ældste monument" i Paris. På pladsen, på hver side af Rue Royale ligger to identiske bygninger: Den østlige huser det franske flådeministerium, mens den vestlige er luksushotellet Hôtel de Crillon. Den nærliggende Place Vendôme er berømt for sine moderne deluxe hoteller (Hotel Ritz og Hôtel de Vendôme) foruden for sine juvelerbutikker. Mange berømte modedesignere har haft deres saloner på pladsen.
- Les Halles (1. arrondissement, højre Seinebred) var tidligere Paris' centrale kød- og grøntsagsmarked, men er fra slutningen af 1970'erne et betydende indkøbscentrum, beliggende omkring en vigtig metrostation (Europas største). De oprindelige Les Halles blev revet ned i 1971 og erstattet af Forum des Halles. Markedet, som var det største engrosmarked for fødevarer i verden, flyttedes til Rungis i de sydlige forstæder.

- Le Marais (3. og 4. arrondissement) er et "smart" kvarter på højre Seinebred, som er kendt for sine mange homoseksuelle og for en stor jødisk befolkningsgruppe.
- Avenue Montaigne (8. arrondissement), tæt ved Champs-Élysées, huser firmaer med luksusmærkevarer som Chanel, Louis Vuitton (LVMH), Dior og Givenchy.
- Montmartre (18. arrondissement, højre Seinebred) er et historisk område på højdedraget "Butte", hvor basilikaen Sacré Coeur er beliggende. Montmartre har altid været kendt som samlingssted for kunstnere og har mange studioer og caféer, hvor store kunstnere har holdt til.*
- Montparnasse (14. arrondissement) er et historisk område på venstre Seinebred, der er berømt for sine kunstnerstudioer, musiksteder og caféliv. Den store Montparnasse - Bienvenüe-metrostation og den enkeltstående Tour Montparnasse-skyskraber findes her.
- L'Opéra (9. arrondissement, højre Seinebred) er området omkring Opéra Garnier og har hovedstadens største koncentration af stormagasiner og kontorer. Nogle få eksempler er stormagasinerne Printemps og Galeries Lafayette og det parisiske hovedkvarter for finansgiganter som Crédit Lyonnais og American Express.
- Latinerkvarteret (5. og 6. arrondissement, venstre Seinebred) har helt fra det tolvte århundrede været et center for uddannelse. Det strækker sig fra Place Maubert på venstre Seinebred til Sorbonneuniversitetets område. Kvarteret er kendt for sin muntre atmosfære og mange bistroer. De forskellige højere læreanstalter i kvarteret, som École Normale Supérieure, ParisTech og Jussieu universitetet gør det stadig til et vigtigt uddannelsescentrum i Paris og bidrager til kvarterets atmosfære.
- Faubourg Saint-Honoré (8. arrondissement, højre Seinebred) er et af Paris' områder for tøjmode (haute couture), hvor f.eks. mærker som Hermès og Christian Lacroix har hjemme.

#### I Parisområdet
- La Défense (der er delt mellem kommunerne Courbevoie, Puteaux og Nanterre 2,5 km vest for byen) er en af de mest betydende forstæder og et af de største forretningscentre i verden. Det ligger i den vestlige ende af en forlængelse af den historiske akse i Paris som en fortsættelse af Champs-Élysées. La Défense huser fortrinsvis fremtrædende firmaer. Det blev igangsat af den franske regering i 1958 og omfatter 3,5 millioner m² kontorareal. Den store triumfbue Grande Arche i la Défense, som huser en del af det franske transportministerium, afslutter den centrale esplanade, hvorom kvarteret er anlagt.
- Plaine Saint-Denis (der breder sig over kommunerne Saint-Denis, Aubervilliers og Saint-Ouen umiddelbart nord for 18. arrondissement og på den anden side af Périphérique-ringvejen) er et tidligere forfaldent industriområde, hvor der er foregået omfattende byfornyelse de sidste ti år. I området ligger nu det franske nationalstadion, Stade de France, og omkring dette bygges det nye forretningsområde LandyFrance, med to RER-stationer (på linjerne B og D) og muligvis vil der også blive opført skyskrabere. De fleste franske tv-studier og nogle af de største filmstudier ligger i Plaine Saint-Denis.
- Val de Seine (der breder sig over 15. arrondissement og kommunerne Issy-les-Moulineaux og Boulogne-Billancourt sydvest for det centrale Paris) er det nye mediacentrum for Paris og Frankrig, hvor hovedkvartererne for de fleste af Frankrigs tv-netværk ligger (TF1 i Boulogne-Billancourt, France 2 i 15. arrondissement, Canal+ og de internationale kanaler France 24 og Eurosport i Issy-les-Moulineaux). Ligeledes har adskillige firmaer inden for områderne telekommunikation og IT slået sig ned her, som f.eks. Neuf Cegetel i Boulogne-Billancourt og Microsoft med sit hovedkontor for Europa, Afrika og Mellemøsten i Issy-les-Moulineaux.

### Monumenter og vartegn
Tre af de mest berømte monumenter i Paris er katedralen Notre Dame fra det 12. århundrede, Eiffeltårnet fra det 19. århundrede, og Napoleon Bonapartes Triumfbue. Eiffeltårnet blev opført "midlertidigt" af Gustave Eiffel til verdensudstillingen i 1889, men tårnet blev aldrig revet ned og er nu det kendteste vartegn for Paris. Det er synligt fra mange dele af byen, ligesom Tour Montparnasse-skyskraberen og Sacré-Cœur basilikaen på Montmartrehøjen.
Den historiske akse er en række monumenter, bygninger og gader i en lige linje fra byens centrum og vestpå. Den begynder med Louvre og fortsætter gennem Tuileries-paladset, Champs-Élysées og Triumfbuen midt på Étoile-pladsen. I 1960'erne forlængedes aksen yderligere vestpå til La Défense-forretningsområdet, hvor den afsluttes af den firkantede Grande Arche. I dette distrikt er de fleste af de højeste bygninger i Paris placeret.
Invalides-museet er begravelsesplads for mange fremtrædende franske militærpersoner, herunder Napoleon, mens Frankrigs øvrige "store" mænd og kvinder begraves i Panthéonkirken. Det tidligere fængsel Conciergeriet var stedet, hvor mange prominente personer fra ancien régime tilbragte deres sidste tid før deres henrettelse under Den Franske Revolution. Et andet revolutionssymbol er de to frihedsstatuer, som står på Île des Cygnes ved Seinen og i Luxembourghaven. En større version af statuerne sendtes som gave fra Frankrig til USA i 1886 og står nu som frihedsgudinden i New Yorks havn.
Palais Garnier, som er bygget under 2. kejserdømme, er hjemsted for Pariseroperaen og Paris Opera Ballet, mens det tidligere palads Louvre nu er rammen om et af verdens mest berømte museer. Sorbonne er den kendteste del af Paris' universitet og ligger i centrum af Latinerkvarteret. Udover Notre Dame er der adskillige andre kirkelige mesterværker som den gotiske paladskirke Sainte-Chapelle fra det 13. århundrede og Madeleinekirken.

### Parker og grønne områder
To af Paris' ældste og mest berømte haver er Tuileries-haven, anlagt i det 16 århundrede til et palads ved Seinens bredder nær Louvre, og Luxembourg-haven på Seinens venstre bred, der er en anden tidligere privat have, der hører til et slot, opført til Marie de Medici i 1612. Jardin des Plantes-haven, der blev anlagt af Louis 13.'s læge Guy de La Brosse til dyrkning af lægeplanter, var Paris' første offentlige have.
Et par af Paris' andre store haver er skabt under Det Andet Rige: de tidligere forstadshaver Montsouris, Parc des Buttes Chaumont og Parc Monceau (tidligere kendt som "foile de Chartres") blev alle anlagt af Napoleon 3.'s ingeniør Jean-Charles Alphand. Haverne er i dag fredfyldte områder i byen, som nydes af folk i alle aldre. Et andet projekt udført på ordre af Baron Hausmann var omlægningen af Paris' vestlige skovpark Bois de Boulonge. Bois de Vincennes, i Paris' modsatte østlige ende, modtog en lignende behandling i de følgende år.
Nyere tilføjelser til Paris' parker er Parc de la Vilette, udformet af arkitekten Bernard Tschumi på stedet, hvor Paris' tidligere slagterhuse lå, samt de haver, der anlægges i Paris' periferi langs den tidligere jernbanelinje "Petite Ceinture".
I 12. arrondissement forefindes Parc de Bercy, bestående af tre haver, der med sine 14 hektar er blandt Paris' større parkanlæg.

### Kirkegårde
Da der blev opført kirker i byens centrum, havde mange af disse kirkegårde i deres nærhed. Generationer af en stadig stigende befolkning fyldte disse, så det begyndte at give sanitære problemer. Fra 1786 blev indholdet fra de parisiske kirkegårde flyttet til nogle forladte limstensminer uden for datidens Paris' sydlige porte til det, der i dag er pladsen Denfert Rochereau i 14. arrondissement. Minerne er i dag kendt som Paris' katakomber.
Napoleon Bonaparte fik skabt en løsning ved at oprette tre meget store kirkegårde uden for Fermiers-Généraux, dvs. byens skattegrænse: Det var Père Lachaise-kirkegården, Cimetière de Montmartre og Montparnasse-kirkegården. Senere kom Cimetière de Passy til.
Nye forstadskirkegårde anlagdes i starten af det 20. århundrede: De største af disse er Cimetière Parisien de Saint-Ouen, Cimetière Parisien de Bobigny-Pantin, Cimetière Parisien d'Ivry og Cimetière Parisien de Bagneux.

## Kultur

### Biblioteker
Det franske nationalbibliotek (BnF) omfatter flere biblioteker i Paris, herunder François-Mitterrand-biblioteket, Richelieu-biblioteket, Louvois, Opéra-biblioteket og Arsenal-biblioteket.
Det amerikanske bibliotek i Paris åbnede i 1920. Det ejes og er en del af en privat, non-profit organisation. En første begyndelse til biblioteket eksisterede allerede fra 1850'erne. Det moderne bibliotek opstod på grundlag af kasser med bøger, som blev sendt til amerikanske soldater i Frankrig fra American Library Association.

### Underholdning

#### Opera
Paris' største operahuse er Opéra Garnier fra det 19. århundrede og det moderne Opéra Bastille. Den førstnævnte opfører hovedsageligt de mere klassiske balletter og operaer, mens den sidstnævnte har et blandet repertoire af klassiske og moderne forestillinger.

#### Teatre/Koncertsale
Teatre har traditionelt haft en stor plads i det parisiske kulturliv, hvilket stadig er tilfældet. Nu er mange af teatrenes mest populære skuespillere dog samtidig stjerner i fransk tv. Nogle af de større teatre i Paris er Bobino, Théâtre Mogador og Théâtre de la Gaîté-Montparnasse. Nogle parisiske teatre benyttes også som koncertsale.
Mange af Frankrigs største musiknavne som Édith Piaf, Maurice Chevalier, Georges Brassens og Charles Aznavour opnåede deres berømmelse i koncertsalene i Paris: Nogle af de legendariske og stadig kendte er Le Lido, Bobino, l'Olympia, la Cigale og le Splendid.
Det nedenfor nævnte Élysées-Montmartre, hvis størrelse er reduceret meget i forhold til tidligere, er nu en koncertsal. The New Morning er en af de få parisiske klubber, som stadig afholder jazzkoncerter, men den specialiserer sig også i indie-musik. I den senere tid har Zenith-salen i kvarteret La Villette og et "parc-omnisports"-stadion i Bercy huset meget store rockkoncerter.

#### Dansesteder/diskoteker
Guinguettes og Bals-concerts var hjørnestene i parisisk underholdning før midten af det 20. århundrede, men de populære steder fra begyndelsen og til midten af 19. århundrede var Moulin de la Galette guinguetten og dansestederne (og -haverne) Élysées-Montmartre og Chateau-Rouge. Prisen for at høre de populære orkestre gav de parisiske traditionelle harmonikaspillere mulighed for at kunne underholde de dansende i Apollo og le Java i faubourg du Temple og i Belleville. Af de klubber, som er tilbage fra dengang, opstod det moderne discothèque: Le Palace, der dog nu er lukket, er Paris' mest kendte eksempel. Nu foregår det meste af klublivet i Paris i klubber som Le Queen, L'Etoile og Le Cab, som udvælger sine medlemmer særdeles omhyggeligt. Klubber orienteret mod elektronisk musik som Le Rex, Batofar (et skib, som er lavet om til en klub) eller The Pulp er populære, og nogle af verdens mest fremtrædende DJ's spiller der.

#### Biografer
Når det gælder film, deler pariserne trend med mange andre verdensbyer og ser overvejende Hollywood-produceret underholdning. Fransk film kommer ind på en andenplads med fremtrædende filmskabere som Claude Lelouch, Jean-Luc Godard, Claude Chabrol og Luc Besson, sammen med f.eks. Claude Zidi i den mere komiske/populære genre. Også europæiske og asiatiske film vises udbredt og værdsættes. Hvad der især kendetegner Paris er et stort net af små biografer, som i en given uge tilbyder en biografgænger valget mellem 300 gamle og nye film fra hele verden.
Mange af Paris' koncert- og dansesale blev ombygget til biografer, da filmmediet blev populært fra 1930'erne og fremefter, men senere opdeltes de fleste af de store biografer i mindre sale. Senere blev de fleste større biografer inddelt i flere, mindre rum: Paris' langt største biograf er nu le Grand Rex med 2800 sæder, mens andre alle har under 1000. Der er nu udvikling mod moderne multibiografer med mere end 10 eller 20 lærreder i samme bygning.

#### Cafeer, restauranter og hoteller
Caféer blev hurtigt en del af den franske kultur, da de begyndte at komme frem, nemlig ved åbningen af Café Procope på venstre Seinebred i 1689 og café Régence ved Palais Royal et år tidligere. Cafeerne i det sidstnævnte steds haver var meget populære gennem hele det 18. århundrede og kan anses for at være de første "terrasse-cafeer" i Paris, omend sådanne først bredte sig rigtigt, da fortove og boulevarder blev anlagt fra midten af 19. århundrede. Cafeer er nu et næsten obligatorisk stop for mange parisere på vej til eller fra arbejde og især er de det ved frokosttid.
Paris' kulinariske ry har sit grundlag i indbyggernes oprindelse, der er fordelt på mange egne af Frankrig. Sammen med jernbanen og den industrielle revolution i det tidlige 19. århundrede kom en strøm af tilflyttere, som bidrog med den gastronomiske forskellighed mellem de mange franske regioner, og som gav grundlag for oprettelse af restauranter med "lokale specialiteter". "Chez Jenny" er et typisk eksempel på en restaurant med retter fra Alsace, og "Aux Lyonnais" er tilsvarende en med traditionelle menuer denne bys omegn. Tilflytter fra endnu fjernere egne har betydet et endnu bredere kulinarisk udbud, så det i dag er muligt af finde spisesteder i topkvalitet med retter fra bogstavelig talt hele verden.
Hoteller var endnu et resultat af den mere udbredte rejseaktivitet og af turismen, særligt fremmet af Paris' verdensudstillinger i slutningen af det 19. århundreder. Blandt de mest luksuøse af disse opstod Hôtel Ritz på Place Vendôme fra 1898 og Hôtel de Crillon åbnede på den nordlige side af Place de la Concorde i 1909.

### Turisme
Paris har altid været en destination for handlende, studerende og pilgrimme, men dens "turisme" i ordets rette betydning begyndte i stor skala med jernbanens opfindelse, navnlig med oprettelsen af Frankrigs statslige jernbanenetværk i 1848. En af Paris' første "masseattraktioner" af international interesse var den førnævnte verdensudstilling i 1855, der bragte mange nye monumenter – navnlig Eiffeltårnet fra 1889. Disse, i tillæg til hovedstadens gennemgribende renovering under det Franske 2. kejserrige, gjorde meget for at gøre byen til den attraktion, den er i dag.
Paris' museer og monumenter er langt de mest værdsatte attraktioner, og turisternes interesse har kun være gavnlig, for den har motiveret både byen og staten til at etablere nye. Byens mest ansete museum, Louvre, besøges af over 8 millioner gæster om året og er dermed verdens mest besøgte kunstmuseum. Paris' katedraler er en anden hovedattraktion, eftersom Notre Dame-katedralen og Sacré Coeur-kirken årligt har henholdsvis 12 og 8 millioner besøgende. Eiffeltårnet, som frem for alt er det vartegn, som Paris er kendt for, besøges årlige af mere end 6 millioner og har i alt haft mere end 200 millioner besøgende siden dets opførelse. Disneyland Resort Paris er med 12,4 millioner gæster i 2004 ligeledes en stor turistattraktion, som ikke kun tiltrækker de, der besøger Paris, men også folk fra hele Europa.
Louvremuseet indeholder mange berømte kunstværker, bl.a. Mona Lisa (La Joconde) og statuen af Venus fra Milo. Arbejder af Pablo Picasso og Rodin findes i henholdsvis Musée Picasso og Musée Rodin, mens kunstnersamfundet på Montparnasse har sit eget museum, Musée du Montparnasse. Meget synligt og moderne med sit net af forsyningsrør uden på ydermurene er Centre Georges Pompidou, også kendt som Beaubourg, som huser museet for moderne kunst, Musée National d'Art Moderne. Endelig findes kunst og værdifulde genstande fra middelalderen i Musée Cluny, bl.a. de kendte gobeliner Damen og enhjørningen, mens impressionismens værker findes i Musée d'Orsay. Musée des Arts et Métiers, skabt i 1794, er dedikeret til videnskab og teknologi.
Mange af de kendte og populære etablissementer i Paris har efterhånden udviklet en uægte fransk kultur, fordi de har tilpasset sig turisternes smag og forventninger. F.eks. er Le Lido, kabaret og dansehallen i Moulin Rouge nu et spisested med optræden, en fremvisning af dans, som engang kun var et aspekt af dets atmosfære. Alle de sociale og kulturelle elementer, herunder det balsale og haver, er nu væk. Også hoteller, restauranter og aftenunderholdning er blevet stærkt afhængig af turismen, hvilket ikke altid er positivt for den parisiske kultur.

### Sport
Paris' fornemste sportsklubber er fodboldklubben Paris Saint-Germain, basketballholdet Paris Basket Racing og rugbyholdet Stade Français Paris. Det 80.000 sæder store Stade de France-stadion blev bygget til VM i fodbold 1998 og bliver i dag brugt til både fodbold og rugby, samt hvert år til det franske rugby-landsholds hjemmekampe i Six Nations Championship og nogle gange til Stade Français' store kampe. Racing Métro 92 Paris (der nu spiller i Rugby Pro D2) er et andet rugbyhold i Paris. Som et kuriosum kan nævnes, at holdet spillede den første finale nogensinde mod Stade Français i 1892. Paris var også vært for Sommer-OL 1900 og 1924 og for VM i fodbold 1938 og 1998.
Stade de France-stadionet blev også brugt til adskillige kampe under EM i fodbold 2016, som Frankrig og Paris var vært for, og finalen mellem Portugal og Frankrig blev blandt andet spillet på stadionet.
Selvom Tour de Frances startpunkt og rute varierer hvert år, slutter den sidste etape altid i Paris, og siden 1975 har den sluttet på Champs-Elysées. Tennis er en anden populær sport i Paris og i Frankrig generelt. French Open, der afholdes hvert år på "Roland Garros" tenniscenteret nær "Bois de Boulogne", er en af de fire Grand Slam-turneringer på den professionelle tennis-kalender. Champions League-finalen i fodbold 2006 mellem Arsenal og FC Barcelona blev spillet på Stade de France. Paris var desuden vært for dette års Rugby World Cup 2007 på Stade de France 20. oktober 2007.

## Økonomi
Med et bruttonationalprodukt på €478,7 milliarder (ca. 3.600 milliarder kr.) i 2005 har Parisområdet et af de højeste bruttonationalprodukter i Europa og er et lokomotiv i den globale økonomi. Hvis regionen var et selvstændigt land, ville den indtage pladsen som nr. 14 blandt verdens største økonomier. Parisregionen er derfor også Frankrigs førende økonomiske centrum. Regionens befolkning udgjorde 18,7% af befolkningen i den europæiske del af Frankrig i 2005,, mens dens bruttonationalprodukt udgjorde ca. 28,5%. Aktiviteten i Parisområdet er varieret og har ikke som mange af verdens metropoler en dominerende enkelt branche (som Los Angeles har underholdningsindustrien eller London og New York har deres finansielle centre og andre aktiviteter). I de senere år er den økonomiske aktivitet i Paris skiftet i retning af serviceindustrier (finans, edb-ydelser etc.) og højteknologisk produktion (elektronik, optik, rumfart, etc.).
Parisområdets mest intense økonomiske aktivitet, som foregår i det centrale Hauts-de-Seine departement og forstadsdistriktet La Défense placerer Paris' økonomiske centrum vest for byen, i trekanten mellem Opéra Garnier, La Défense og Val de Seine. Paris' administrative grænser er af liden betydning for grænserne for dens økonomiske aktivitet: Skønt de fleste ansatte pendler fra forstæderne for at arbejde i centrum, er der også mange, som pendler den modsatte vej.
Selvom den parisiske økonomi i høj grad er domineret af services, er det stadig et af de vigtigste steder for fabrikation i Europa, især i industrielle sektorer som biler, aeronautik og elektronik. Over det sidste årti har den lokale økonomi bevæget sig imod "high value-added activities", især forretningsservices.
Folketællingen i 1999 viste, at af de 5.089.170 personer, som arbejdede i Paris' byområde, var 16,5 % beskæftiget i servicefag, 13,0 % med detail- og engroshandel, 12,3 % med fabrikation, 10,0 % med offentlig administration og forsvar, 8,7 % i sundhedssektoren, 8,2 % med transport og kommunikation, 6,6 % i uddannelsessektoren, mens de resterende 24,7 % fordelte sig på mange øvrige sektorer. Inden for fremstillingsvirksomhed beskæftigedes flest inden for elektronik- og elektrisk industri (17,9 % af arbejdsstyrken inden for området) og i publicerings- og trykkeriindustrien (14,0 % af arbejdsstyrken). Turismeindustrien og turist-relateret service beskæftiger 6,2 % af arbejdsstyrken i Paris og 3,6 % af alle ansatte i hele Parisregionen.

### Gademarkeder
Som i så mange andre franske byer, har man i Paris bibeholdt traditionen med gademarkeder. Disse markeder dækker over forskellige typer af markeder, hvor fødevaremarkederne udgør den største (og den mest traditionelle) del, men hvor der også findes andre typer. Der findes i dag 93 markeder, som er spredt ud over hele byen.
| Arrondissement     | Antal |
| ------------------ | ----- |
| 1. arrondissement  | 2     |
| 2. arrondissement  | 1     |
| 3. arrondissement  | 1     |
| 4. arrondissement  | 2     |
| 5. arrondissement  | 3     |
| 6. arrondissement  | 3     |
| 7. arrondissement  | 1     |
| 8. arrondissement  | 4     |
| 9. arrondissement  | 1     |
| 10. arrondissement | 3     |
| 11. arrondissement | 6     |
| 12. arrondissement | 9     |
| 13. arrondissement | 8     |
| 14. arrondissement | 8     |
| 15. arrondissement | 6     |
| 16. arrondissement | 8     |
| 17. arrondissement | 6     |
| 18. arrondissement | 7     |
| 19. arrondissement | 7     |
| 20. arrondissement | 7     |

## Demografi
Paris' indbyggertal var i 1999 2.125.246, hvilket er mindre end det historiske maksimum, som var 2,9 mil. i 1921. Byens befolkningstab følger samme udvikling som er set for de fleste af de større byer i den udviklede verden. Hovedårsagerne til faldet er et betydeligt fald i husstandsstørrelsen og en dramatisk udflytning til forstæderne mellem 1962 og 1975. Årsager til udflytningen skal findes i afindustrialiseringen, dyre huslejer, opklassificeringen af mange indre kvarterer, omdannelse af boliger til kontorer og øget velstand i arbejdsklassen. Byens befolkningstab var en af de mest alvorlige blandt multietniske kvarterer og den største for en by med mere end 2.000.000 indbyggere. Disse tab er generelt set negative for byen, og bystyret forsøger med blandet succes at vende udviklingen. En opgørelse over byens indbyggertal fra juli 2004 viser en befolkningstilvækst for første gang siden 1954, og byen har dermed 2.144.700 indbyggere.

### Befolkningstæthed
Flere af Paris' arrondissementer er blandt de tættest befolkede subnationale enheder i verden. Byen som helhed havde en befolkningstæthed, eksklusive skovparkerne Boulogne og Vincennes på 24.448 indbyggere pr. km² i 1999. Selvom de to skovparker medtages, var dens befolkningstæthed 20.164/km², hvilket gør den til den femtetættest befolkede region i Frankrig fulgt af Le Pré-Saint-Gervais, Vincennes, Levallois-Perret og Saint-Mandé, som alle er nogle af Paris' tættest bebyggede forstæder.
De tyndest befolkede områder er det vestlige og centrale Paris, hvor der er mange arrondissementer med kontor- og administrationsbygninger, mens de tættest befolkede er de nordlige og østlige arrondissementer. Det 11. arrondissement havde en tæthed på 40.672/km² i 1999, og i nogle af dettes østlige områder helt op mod 100.000/km² samme år.

### Storbyområdet Paris
Byen Paris er meget mindre end de byområder, der omgiver byen. Byområdet (kaldet agglomerationen) omfatter foruden centrum en ring bestående af Paris' tre nabodepartementer, også kendt som petite couronne ("den lille ring") – og strækker sig videre ud i en "ydre ring" af fire departementer, som udgør grande couronne (store ring). Disse otte departementer udgør tilsammen hele regionen Île-de-France.
Paris-agglomerationen eller byområdet (unité urbaine) dækker 2.723 km², og er dermed 26 gange større end selve byen Paris. Udenfor dette område strækker pendler-bæltet sig helt ud over grænserne for regionen Île-de-France, og udgør sammen med agglomerationen et storbyområde (aire urbaine), som dækker 14.518 km² eller ca. 138 gange selve byens størrelse.

Paris-agglomerationen har udvist stadig vækst i befolkningstallet siden afslutningen af de franske religionskrige i det 16. århundrede, bortset fra kortvarige tilbagegange under den franske revolution og 2. verdenskrig.

Forstædernes vækst er tiltaget de senere år, og med en anslået befolkning på 11,4 millioner i 2005 udviser Île-de-France-regionen en vækstrate, som er dobbelt så høj som i 1990'erne.

### Immigration
Det er vedtaget ved lov, at franske folketællinger ikke medtager spørgsmål om etnisk baggrund eller religion, men til gengæld samler information om fødselssted. Fra dette er det stadig muligt at fastslå, at Paris' metropolområde er et af de mest multikulturelle i Europa: Ved folketællingen i 1999 var 19,4% af alle indbyggere født uden for det europæiske Frankrig ("France métropolitaine"). Ved samme tælling var 4,2% af Paris' metropolområdes indbyggere immigreret for nylig (dvs. immigreret til Frankrig mellem 1990 og 1999), hovedsagelig fra Kina og Afrika.
Den første bølge af international indvandring til Paris startede allerede i 1820 med ankomst af tyske bønder, som flygtede fra landbrugskrisen i Tyskland. Mange bølger af indvandrere fulgte og er fortsat indtil i dag: Italienere og centraleuropæiske jøder gennem det 19. århundrede; russere efter den russiske revolution i 1917; indbyggere fra de franske kolonier under 1. verdenskrig og senere; polakker mellem de to verdenskrige; spaniere, portugisere og nordafrikanere fra 1950'erne til 1970'erne; nordafrikanske jøder efter deres landes selvstændighed og afrikanere og asiater siden da. Størstedelen af disse immigranter er blevet optaget i landet på linje med alle andre indbyggere, i overensstemmelse med den franske republiks princip om lighed blandt dens indbyggere.

## Administration

### Frankrigs hovedstad
Paris er Frankrigs hovedstad og dermed også sæde for Frankrigs regering. Dennes to højeste embeder har hver deres officielle residens, hvor embedernes indehavere også har deres kontorer. Frankrigs præsident residerer i Élyséepalæet i 8. arrondissement, mens premierministerens sæde er Hôtel Matignon i 7. arrondissement. Ministerierne ligger flere forskellige steder i byen, men mange dog i 7. arrondissement i nærheden af Matignon.
De to huse, som udgør det franske parlament, har også begge hjemme på venstre Seinebred. Overhuset, Senatet, mødes i Palais du Luxembourg i 6. arrondissement, mens det vigtigere underhus, Assemblée Nationale (Nationalforsamlingen), holder sine møder i Palais Bourbon i 7. Senatets præsident, der har det næsthøjeste offentlige embede efter den franske præsident, bor i "Petit Luxembourg", et mindre palæ i tilknytning til Palais du Luxembourg.
Frankrigs højeste retsinstanser ligger i Paris. Cour de cassation er Frankrigs højesteret, dvs. højeste retsinstans i den juridiske verden, hvor den tager sig af såvel kriminalsager som civile sager. Den ligger i Justitspalæet på Île de la Cité, mens Conseil d'État, som yder juridisk bistand til regeringen, og som er højeste retsinstans for administrative afgørelser og bedømmer søgsmål mod offentlige instanser, har hjemsted i Palais Royal i 1. arrondissement.
Forfatningsrådet, som er et rådgivende organ, men som har den endelige afgørelse af, om love og bekendtgørelser er i overensstemmelse med den franske forfatning, mødes også i Palais Royal.

### Bystyre
Paris har været en kommune siden 1834 (og også i kort tid mellem 1790 og 1795). Ved opdelingen af Frankrig i kommuner i 1790 under den franske revolution – og igen i 1834 – havde Paris kun halvdelen af sin nuværende størrelse, men i 1860 indlemmedes nabokommuner helt eller delvis, så den nuværende administrative inddeling af byen i tyve arrondissementer opstod. Disse kommunale underinddelinger ligger som en udadgående spiral i urets retning fra det mest centrale 1. arrondissement.
I 1790 blev Paris præfektur (hovedsæde) for departementet Seine, som omfattede meget af Parisområdet. Det blev i 1968 opdelt i fire mindre, så selve byen blev et eget departement med bibeholdelse af det gamle departementnummer 75 (der stammede fra Seine-departementets position i Frankrigs alfabetiske liste over departementer), mens tre nye departementer Hauts-de-Seine, Seine-Saint-Denis og Val-de-Marne dannedes og fik numrene 92, 93 og 94 (i den anførte rækkefølge). Resultatet af denne opdeling blev, at Paris' grænse som et departement er helt sammenfaldende med kommunegrænsen, hvilket er helt enestående i Frankrig.

### Bydelsadministrationer
Hvert af de 20 arrondissementer har et arrondissementsråd, valgt ved direkte valg, og rådet vælger en borgmester for arrondissementet. Der udvælges medlemmer fra hvert arrondissementsråd til Paris' byråd (conseil de Paris), som igen vælger Paris' borgmester.
I den tidlige Middelalder styredes Paris af et råd valgt af handelsstanden og hvis leder var handelsborgmester. Ud over at sørge for at regulere handelen i byen, havde denne ansvaret for borgerpligter som bevogtning af bymurene og renholdelse af gaderne. Oprettelsen af stillingen som Paris' borgmester, som skete i det 13. århundrede, mindskede handelsborgmesterens ansvar og magt betydeligt, fordi indehaveren af den nye stilling var kongens direkte repræsentant, i en rolle som mindede om senere præfekters, og han overså gennemførelse og overholdelse af lov og orden i byen og dens tilgrænsende områder (prévôté). Mange funktioner fra begge borgmesterembeder overførtes til embedet som generalløjtnant for politiet, da dette blev oprettet i 1667, og embedets indehaver udpegedes af kronen.
Den sidste handelsborgmester i Paris myrdedes om eftermiddagen den 14. juli 1789 under Stormen på Bastillen. Paris blev officielt en kommune ved en administrativ opdeling, som skete 14. december samme år, og dens provisoriske, revolutionære "Pariserkommune" erstattedes af byens første forfatning og styre fra 9. oktober 1790. Urolighederne under den Termidoriske reaktion i 1794 gjorde det klart, at det revolutionære Paris' politiske uafhængighed udgjorde en trussel for enhver regeringsmagt. Borgmesterembedet blev derfor afskaffet samme år, og byrådet et år senere.
Skønt byrådet blev genskabt i 1834, forblev Paris i det meste af det 19. og 20. århundrede sammen med departementet Seine, som byen var centrum for, direkte underlagt en statsudpeget præfekt, som havde kontrol over de almindelige forhold. Tilsvarende var en statsudpeget politipræfekt ansvarlig for politiet i samme jurisdiktion. Bortset fra få, korte tidsrum havde Paris ingen borgmester før 1977, og det parisiske politipræfektur er stadig underlagt staten.
Sin dobbelte status som både kommune og departement til trods har Paris et fælles styre for begge funktioner. Parisrådet, med Paris' borgmester i spidsen, mødes enten som et byråd (conseil municipal) eller som et departementsråd (conseil général), afhængigt af det emne, som skal behandles.
Den moderne, administrative organisation af Paris har stadig spor efter det tidligere styre for Seine-departementet. For eksempel har politipræfekten, som også leder brandkorpset i Paris, stadig en jurisdiktion, som i forhold som brandbekæmpelse og redningsoperationer udstrækkes til de tre departementer i petite couronne, og politipræfekturet er stadig under statens ledelse. Paris har ikke noget kommunalt politi, omend byen har sit eget korps af parkeringsvagter.

### Hovedby for regionen Île-de-France
I forbindelse med en landsomfattende administrativ reform i 1961 med det formål at styrke den regionale økonomi blev Paris, som allerede var et departement, hovedby i Paris-distriktet, som i 1976 omdøbtes til Île-de-France-regionen. Den omfatter foruden departementet Paris de syv nærmestliggende departementer. Regionsrådets medlemmer er siden 1986 blevet valgt ved direkte valg. Præfekten for departementet Paris (som også var præfekt for departementet Seine før 1968) er også præfekt for regionen, men dette embede mistede meget af sin betydning efter oprettelsen af embedet som Paris' borgmester i 1977.

### Interkommunale forhold
Få af ændringerne har taget hensyn til Paris' stilling som metropolområde. I modsætning til, hvad der gælder for de fleste af Frankrigs storbyområder som Lille og Lyon, er der ingen mellemkommunal enhed for Paris' metropolområde og intet interkommunalt råd til at behandle områdets tætte bykerne under et. At Paris på en måde "støder forstæderne fra sig" anses for at være et problem, som også af mange sættes i forbindelse med uroligheder som dem, der fandt sted i 2005. De gav stødet til fremsættelse af forslag til en mere effektiv bystruktur for byen og dens forstæder, enten i form af en løsere "metropolkonference" som foreslået af socialisterne eller højrefløjens ønske om et mere integreret Storparis.

## Uddannelse
Kejser Karl den Store beordrede i det tidlige 9. århundrede alle kirker til at give undervisning i læsning, skrivning og grundlæggende regning i deres sogne, og domkirker til at give højere undervisning i sprog, fysik, musik og teologi. Fra denne tid begyndte Paris, som allerede var en af Frankrigs vigtige domkirkebyer, at opnå sin berømmelse som et centrum for uddannelse. I det tidlige 13. århundrede havde katedralskolen ved Notre-Dame mange berømte lærere, men nogle af disses udbredte kontroversielle lærdomme, hvilket gav stødet til oprettelsen af et særligt Sainte-Genevieve universitet på venstre bred, som blev centrum for Paris' studenterkvarter, Latinerkvarteret, der nu især repræsenteres af Sorbonne universitetet.
Tolv århundreder efter Karl den Store beskæftiger undervisningsområdet i Paris og Paris-regionen (Île-de-France) ca. 330.000 personer, hvoraf 170.000 er lærere og professorer, som underviser omkring 2,9 millioner børn og studerende i omkring 9.000 underskoler, eksamensskoler og højere læreanstalter.

### Skoler
Paris huser nogle af Frankrigs mest prestigefyldte gymnasier som Lycée Louis-le-Grand og Lycée Henri IV. Andre højere skoler med internationalt ry i Parisområdet er Lycée International de Saint Germain-en-Laye og Ecole Active Bilingue.

### Højere uddannelse
Pr. det akademiske år 2004/05 er Paris-regionens 17 offentlige universiteter, med deres 359.749 registrerede studerende, den største koncentration af universitetsstuderende i Europa. Paris-regionens prestigefyldte grandes écoles og et stort antal uafhængige private og offentlige skoler uden for universitetssystemet har yderligere 240.778 registrerede studerende, hvilket sammen med de universitetsstuderende udgør et samlet tal på 600.527 studerende ved højere uddannelser i dette år (2006).

#### Universiteter
Notre-Dame-katedralen var det første center for højere undervisning før Paris' Universitet blev oprettet. Universitas, der var en slags foreningsvedtægt, som gav lærere (og deres studerende) selvstyre og uafhængighed af kronens lovgivning og beskatning, blev fastsat af kong Philip Augustus i år 1200. Mange undervisningstimer afvikledes i fri luft. Studerende og lærere, der ikke var hjemhørende i Paris, boede i hostels, eller "kollegier", som var oprettet til boursiers, der kom langvejs fra. Da det allerede havde opnået berømmelse i det 13. århundrede, modtog Paris' universitet studerende fra hele Europa. Uddannelsescentret fik navnet "Latinerkvarteret", fordi undervisningen foregik på latin, og det omgrupperede sig efterhånden rundt om det kollegium, som blev oprettet af Robert de Sorbon i 1257 under navnet Collège de Sorbonne. I det 19. århundrede havde Paris' universitet seks fakulteter: Jura, videnskab, medicin, farmaceutiske studier, litteratur og teologi.
Efter studenteroprøret i Paris 1968 gennemførtes en næsten altomfattende reform af Paris' universitet, set som forsøg på at splitte den centraliserede styring af oprøret. Det tidligere samlede universitet opdeltes herved i tretten selvstændige universiteter ("Paris 1" til "Paris 13"), fordelt over hele byen Paris og dens forstæder. Hver af disse universiteter overtog kun nogle af det tidligere universitets afdelinger og er derfor ikke på samme måde altomfattende. Paris 1, 2, 5 og 10 overtog jurastudierne, Paris 5 overtog desuden medicinstudiet, Paris 6 og 7 overtog de naturvidenskabelige fakulteter etc.
I 1991 oprettedes yderligere fire universiteter i Paris' forstæder, så der nu er i alt sytten offentlige universiteter i Île-de-France-regionen. De nye universiteter fik navne (efter den forstad, de er beliggende i) og ikke numre som de tidligere tretten: Cergy-Pontoise-universitetet, Évry Val-d'Essonne-universitetet, Marne-la-Vallée-universitetet og Versailles Saint-Quentin-en-Yvelines-universitetet.
I Paris findes desuden de engelsksprogede Westminster Center for internationale studier, (som er en afdeling af Londons University of Westminster) og det Amerikanske universitet i Paris, som er en privat institution for højere uddannelse, samt den Amerikanske handelshøjskole i Paris.

#### Grandes écoles
Parisregionen er stedet for Frankrigs største koncentration af grandes écoles (fransk for "store skoler"), som er prestigefyldte centre for højere og meget specialiseret uddannelse, som er uden for den offentlige universitetsstruktur. De mest ansete offentlige universiteter benævnes sædvanligvis grands établissements. De fleste grandes écoles flyttedes til Paris' forstæder i 1960'erne og 1970'erne, hvor de fik meget mere plads end ved deres tidligere beliggenhed inde i bykernen. Uddannelsesstedet École Normale Supérieure er dog forblevet på rue d'Ulm i 5. arrondissement. Parisområdet har et stort antal uddannelsessteder for ingeniører, anført af det prestigefyldte "Paris' Teknologiinstitut" (ParisTech), som består af adskillige afdelinger, blandt andet de berømte École Polytechnique, École des Mines, Télécom Paris og École des Ponts et Chaussées, som uddanner de fremtidige aktører i Frankrigs ingeniør- og industrivirksomheder og Conservatoire national des arts et métiers oprettet i 1794. Ligeledes er der mange managementskoler, herunder de verdensberømte HEC, ESSEC, INSEAD og ESCP Business School. Selv om Paris' tidligere eliteskole i administration, ENA, er blevet flyttet til Strasbourg, ligger den berømte skole i politisk videnskab, Sciences-Po stadig i Paris på venstre Seinebred, 7. arrondissement.

#### Forberedelsesskoler – Classes préparatoires
Disse skoler, som også kaldes classes prépas eller kun prépas er to- til treårige forberedelsesskolen, som giver adgang til grandes écoles. Mange af de bedste prépas ligger i Paris. Vigtige repræsentanter er Lycée privé Sainte-Geneviève, Lycée Louis-le-Grand, Lycée Henri IV, Lycée Hoche og Lycée Saint-Louis. Udvælgelse af studerende sker på grundlag af karakterer og lærerudtalelser. Prépas-skolerne tiltrækker de fleste af de bedste akademiske studenter i Frankrig og er kendt for at være særdeles krævende, både i form af arbejdsbyrde og i form af psykologisk stress.

## Infrastruktur

### Transport
Paris' rolle som et center for international handel og turisme har krævet betragtelig udvikling af dens transportsystem gennem mange århundreder, og denne udvikling foregår stadig i hastigt tempo. Det offentlige massetransportsystem i Paris-regionen koordineres af Syndicat des transports d'Île-de-France (STIF), som tidligere hed Syndicat des transports parisiens (STP). Syndikatet består af regionen Île-de-France og dens 8 départementer, og det koordinerer transportsystemet og udliciterer driftsopgaverne til RATP (der opererer 654 buslinjer, metroen, tre sporvognslinjer og sektioner af RER), SNCF (der opererer forstadstogene, en sporvognslinje og de øvrige sektioner af RER) samt Optilekonsortiet, der er private selskaber, som tilsammen driver 1070 mindre buslinjer.
Undergrundssystemet "metroen" er et af de vigtigste transportmidler i Paris. Systemet, som har 300 stationer (384 stop) og 214 km spor, omfatter 16 linjer, nummereret fra 1 til 14 og to mindre linjer, 3bis og 7bis, som fik disse numre, fordi de oprindelig var sidelinjer til disse to hovedlinjer og først senere blev selvstændige. I oktober 1998 indviedes linje 14, den første efter en pause på 70 år uden åbning af helt nye linjer. På grund af den korte afstand mellem stationerne på metronetværket var linjerne for langsomme til at kunne udvides til også at dække forstæderne, som det er tilfældet i de fleste andre byers undergrundssystemer. Derfor er der siden 1960'erne udviklet et yderligere eksprestogssystem, RER, som skaber forbindelse til byens yderområder, og som integrerer den moderne undergrundsbane i centrum med det tidligere eksisterende togsystem i forstæderne. RER-netværket omfatter nu 5 linjer, 257 stop og 587 km spor.
Udover dette betjenes Paris af 4 sporvognslinjer: Linje T1 mellem Saint-Denis og Noisy-le-Sec, linje T2 fra La Défense til Issy, linje T3 mellem Pont de Garigliano og Porte d'Ivry og linje T4 fra Bondy til Aulnay-sous-Bois.
Paris er et centralt sted i det nationale jernbanenetværk. Byens seks store jernbanestationer, Gare du Nord, Gare Montparnasse, Gare de l'Est, Gare de Lyon, Gare d'Austerlitz og Gare Saint-Lazare er forbundet med tre jernbanenet: TGV med sine 4 linjer med højhastighedstog, det almindelige jernbanenet Corail og forstadstogene (Transilien). Hurtigtoget fra London, Eurostar, benytter Gare du Nord. Paris-Strasbourg Jernbane går, som navnet antyder, til Strasbourg.
I byen findes et bycykel-system kaldet Vélib' med over 10.000 offentlige cykler, som på 750 udlejningssteder kan lejes til brug for korte og mellemlange ture.
Lufttrafikken til Paris foregår i to store lufthavne: Orly, syd for byen og Charles de Gaulle, som er en af verdens travleste. En tredje og meget mindre lufthavn, Beauvais Tillé, i byen Beauvais 70 km nord for Paris, benyttes af charter- og lavprisselskaber. Den fjerde lufthavn, Le Bourget, benyttes nu kun af private fly og til flyveopvisninger, ligesom den rummer et luftfartsmuseum.
Paris er ligeledes et centralt skæringspunkt for Frankrigs motorvejsnet, og den er omgivet af tre ringveje: Périphérique, hvis rute nogenlunde følger de gamle befæstninger fra det 19. århundrede, A86 i de indre forstæder og endelig Francilienne-motorvejen, som løber i de ydre forstæder. Vejnettet i og omkring Paris er stærkt udbygget og omfatter over 2.000 km hovedveje og motorveje. Bruxelles kan nås på tre, Frankfurt på seks og Barcelona på tolv timer. Med tog nås London nu på kun 2 timer og 15 minutter, Bruxelles på omkring halvanden time, og byer i de sydlige Frankrig som Marseilles eller Bordeaux på 3 timer.
På Montmartre findes en kabelbane, Funiculaire de Montmartre, som fører op til Sacre-Ceour og området deromkring. Funiculaire de Montmartre har billetter fælles med Metrosystemet.

### Vand og kloakker
Paris fik i begyndelsen kun vand fra Seinen og Bièvre. Fra det første århundrede kom der vandforsyning via en romersk akvædukt fra det sydlige Wissous (som senere forfaldt til en ruin). Fra det 11. århundrede kom der vand fra kilder i bakkerne på højre Seinebred og fra det 15. århundrede fra en akvædukt bygget nogenlunde på samme område som den første. Endelig begyndte canal de l'Ourcq fra 1809 at levere vand fra mindre forurenede floder udenfor hovedstaden. Paris fik sin første permanente, store kilde til drikkevand i det 19. århundrede, da baron Haussmann og ingeniøren Eugène Belgrand fra 1857 iværksatte konstruktion af en række nye akvædukter, som bragte vand fra fjernere steder til reservoirer på de højest beliggende områder i byen. Dette blev derefter Paris' vigtigste kilder til drikkevand, og resterne af det gamle system, som blev pumpet ind i de lavere niveauer af samme reservoir, blev fra da af benyttet til renholdelse af gaderne i Paris. Dette system er stadig en stor del af Paris' moderne netværk af vandforsyning.
Paris har over 2.400 km underjordiske kloakker  til fjernelse af flydende affaldsstoffer. De fleste kloakker stammer fra slutningen af det 19. århundrede, og er ligeledes et resultat af baron Haussmanns og civilingeniør Eugène Belgrands fælles planer for forbedring af de indtil da meget dårlige sanitære forhold i hovedstaden. Anlæggene har været vedligeholdt døgnet rundt siden deres konstruktion, så det har kun været nødvendigt at foretage fuldstændig renovering af en lille del af dem. Hele nettet af kloakker og rensningsanlæg – og også vandforsyningen til Paris – er siden slutningen af det 20. århundrede blevet styret af et edb-baseret system, kendt som "G.A.AS.PAR", og systemet kontrollerer endda Seinens løb gennem hovedstaden.

## Internationale forbindelser
De følgende byer er venskabsbyer med Paris:
Søsterby:
- Rom, Italien er fra 1956 Paris' eneste søsterby (Seule Paris est digne de Rome; seule Rome est digne de Paris /Solo Parigi è degna di Roma; Solo Roma è degna di Parigi /kun Paris er Rom værdig; kun Rom er Paris værdig).

Venskabsbyer
| - Algier, Algeriet, 2003 - Amman, Jordan, 1987 - Athen, Grækenland, 2000 - Beijing, Kina, 1997 - Beirut, Libanon, 1992 - Berlin, Tyskland, 1987 - Cairo, Egypten, 1985 - Casablanca, Marokko - Chicago, USA, 1996 - Genève, Schweiz, 2002 - Jakarta, Indonesien, 1995 - Jerevan, Armenien, 1998 - Kyoto, Japan, 1958 - Lissabon, Portugal, 1998 - London, Forenede Kongerige, 2001 - Madrid, Spanien, 2000 - Mexico City, Mexico, 1999 - Montreal, Canada, 1993 | - Moskva, Rusland, 1992 - Prag, Tjekkiet, 1997 - Islamabad, Pakistan - Quebec, Canada, 1996 - Riyadh, Saudi-Arabien, 1997 - Sankt Petersborg, Rusland, 1997 - Sanaa, Yemen, 1987 - Rio de Janeiro, Brasilien, 2004 - San Francisco, Californien, USA, 1996 - Santiago, Chile, 1997 - Seoul, Sydkorea, 1991 - Sofia, Bulgarien, 1998 - Sydney, Australien, 1998 - Tbilisi, Georgien, 1997 - Tokyo, Japan, 1982 - Warszawa, Polen, 1999 - Washington, D.C., USA, 2000 - Helsinki, Finland, 2004 |

Andre:
- Whitwell i det Forenede Kongerige hævder at være venskabsby med Paris.[41][42]